# کیویو (هواروچیری)
کیویو (به اسپانیایی: Kiwyu) یک کوه در پرو است که در Peru, Lima Region واقع شده‌است. کیویو ۴٬۸۰۰ متر بالاتر از سطح دریا واقع شده‌است.